# Unterlaufing
Unterlaufing ist ein Gemeindeteil von Ebersberg im oberbayerischen Landkreis Ebersberg. Der Weiler liegt circa vier Kilometer nordöstlich von Ebersberg.